# Hladovka
Hladovka (in ungherese Hladovka, in polacco Głodówka) è un comune della Slovacchia facente parte del distretto di Tvrdošín, nella regione di Žilina.